# フー・メレク
フー・メレク（Hu Melek、中:侯美玲、1989年1月27日- ）は、トルコの卓球選手。フー・メレッキとも表記。

## 来歴
中国遼寧省で侯美玲として生まれた。
オリンピックに2回、世界卓球選手権には2008年から2015年まで毎年出場している。
2008年4月の北京オリンピックヨーロッパ予選でスベトラーナ・ガニナ（ロシア）、パスカウスキーン（リトアニア）などを破り、無敗で代表に選ばれた。北京オリンピック女子シングルス3回戦で福原愛と対戦した。
2009年の第50回世界卓球選手権個人戦では女子ダブルスにヘ・シリンとのペアで出場、2回戦で福原愛、平野早矢香に2-4で敗れた。
2010年8月、9月と21歳以下ジュニアでの世界ランク8位となった。
2011年のヨーロッパトップ12で3位に入った。
2013年の第52回世界卓球選手権個人戦に世界ランク101位で出場、女子シングルスでは次々と強豪選手を破った。またバン・ボラとの混合ダブルスで3回戦で第51回大会の混合ダブルスで銅メダルを獲得している岸川聖也、福原愛組を破った。
2016年のヨーロッパ卓球選手権優勝。